# Metodi di vestizione del GAV
Ci sono diversi modi per indossare il giubbotto ad assetto variabile, o meglio il gruppo ARA, a seconda delle situazioni e delle abilità del subacqueo, sia in acqua che fuori dall'acqua.
Un subacqueo esperto o molto eccitato dall'imminente immersione prediligerà, molto spesso, un metodo rapido per indossare il gruppo in modo da godere subito delle meraviglie del mare; è bene precisare che il peso complessivo del gruppo ARA frequentemente supera i 15 kg e che, se indossato con scarsa cautela o con eccessiva fretta, può provocare lesioni o strappi alla schiena, talvolta anche seri.
È necessario quindi porgere, sia in acqua che fuori, la massima attenzione durante la vestizione per evitare spiacevoli inconvenienti che potrebbero compromettere l'immersione o addirittura pregiudicare l'attività subacquea futura.
Ovviamente un'adeguata preparazione da parte di un istruttore durante un corso può aiutare a rendere improbabili simili errori: è necessario quindi frequentare corsi appositi per apprendere la teoria e la tecnica.
È altrettanto importante che l'attrezzatura acquistata o in noleggio sia di facile vestizione e adatta al grado di esperienza del sub. Ad esempio molto utile risulta la presenza di D-ring alla fine dei fibbiaggi per poterli stringere rapidamente.

## Vestizioni in acqua

### Primo metodo, otecnica della seduta
Una volta montato il gruppo ARA bisogna gonfiarlo affinché galleggi ed adagiarlo in acqua, senza legarlo a cime che potrebbero causare costrizioni e incidenti, ma tenendolo per uno spallaccio o un cinghiolo durante il posizionamento.
Il subacqueo entra in acqua già completamente attrezzato (con pinne, muta subacquea, maschera e zavorra) e allentare al massimo le fibbie degli spallacci. Sedendosi poi sul fondello della bombola e infilando  le braccia all'interno degli spallacci il sub dovrà spostarsi in posizione orizzontale, al di sopra del gruppo, ed allacciare il fibbiaggio ventrale. A questo punto il subacqueo potrà stringere gli spallacci, fino ad ottenere una regolazione adeguata alla propria corporatura, riportarsi in posizione verticale ed assicurare il fibbiaggio pettorale e il corretto posizionamento di fruste e corrugato.
Questo metodo è preferito dai subacquei meno esperti per la facilità di esecuzione e per la scarsa forza necessaria. È adatto soprattutto per le immersioni di allenamento in piscina e per le immersioni da terra in acque molto calme.

### Secondo metodo, otecnica dell'incappucciamento
Similmente al precedente metodo di vestizione bisogna adagiare in acqua il gruppo ARA sufficientemente gonfio per il galleggiamento ed entrare in acqua già attrezzati.
Il subacqueo deve allentare al massimo le fibbie degli spallacci, posizionando le fruste degli erogatori all'esterno del jacket, in modo da non intralciare la vestizione. Può essere utile, per questa manovra, sgonfiare leggermente il GAV.
Bisogna poi posizionare il gruppo ARA verticalmente rispetto alla propria posizione, con la rubinetteria della bombola rivolta verso di se ed il fondello lontano, inserire le braccia attraverso le maniche del GAV ed impugnare la bombola appena sopra il fondello.
Dopodiché bisogna portare la bombola dietro la schiena, infilando contemporaneamente il jacket come se fosse un gilet: questa operazione porta ad un leggero affondamento del subacqueo, ed è pertanto consigliabile prendere una boccata d'aria prima di eseguire la manovra.
Una volta portata la bombola dietro la schiena il subacqueo, riemerso, dovrà porsi in posizione orizzontale come nel precedente metodo di vestizione e procedere all'aggancio del fibbiaggio ventrale, alla regolazione degli spallacci ed all'aggancio del fibbiaggio pettorale.
Questo metodo è preferito dai subacquei più esperti per la sua rapidità di esecuzione e può indurre i meno esperti a credere che sia una manovra molto complessa e pericolosa; al contrario è necessaria solo un po' di coordinazione. La tecnica dell'incappucciamento si può eseguire, come la precedente, nel caso di immersioni da terra in acque molto calme o per le immersioni di allenamento in piscina.

### Terzo metodo, ovestizione sul fondo
Capita talvolta che il sub, spesso durante l'esplorazione interna (detta anche penetrazione) di un relitto sia costretto per un particolare passaggio (o in situazioni di emergenza), a sganciarsi dal proprio gruppo ARA (conservando ovviamente l'erogatore) ed a rivestirsi subito dopo aver effettuato il passaggio complicato.
La vestizione sul fondo è una manovra molto simile all'incappucciamento, ma differisce da essa per tre fondamentali aspetti:
- va effettuata solo in casi particolari e sempre assicurati bene al fondo con assetto completamente negativo;
- non bisogna mai abbandonare l'erogatore;
- deve essere eseguita solo da un subacqueo esperto.

Quando il sub deve rimuovere il gruppo ARA deve, prima di tutto, assicurarsi sul fondo con assetto negativo e successivamente allentare gli spallacci, sganciando i fibbiaggi pettorali e ventrali. Si deve sganciare la fibbia dello spallaccio sinistro e rimuovere il GAV da destra in modo da non impigliarsi nelle fruste delle fonti d'aria.
Una volta eseguito il passaggio stretto bisogna immediatamente rivestire il gruppo ARA, con due tecniche; una simile all'incappucciamento: con la bombola posata sul fondo, verticalmente rispetto alla propria posizione, con la rubinetteria rivolta verso di se ed il fondello lontano, bisogna sistemare la frusta dell'erogatore all'interno dell'area racchiusa dalle braccia del sub, e poi afferrare il fondello della bombola attraverso gli spallacci.
Il successivo sollevamento della bombola, con conseguente incappucciamento, richiede una discreta forza ed un'ottima gestione da parte del subacqueo della propria posizione sott'acqua; il subacqueo deve poi riassicurare tutti i fibbiaggi.
L'altra tecnica consiste nel posizionare il gav davanti a sé con l'interno del giubbotto rivolto verso sé, la mano sinistra tiene lo spallaccio destro e il braccio destro viene infilato nello stesso, per poi andare a prendere il fondo della bombola e tirarlo verso l'alto, in modo da consentire il corretto posizionamento sulla schiena del gav. Questa tecnica richiede meno forza ed è inoltre più semplice da eseguire perché ricorda il movimento per indossare un comune zainetto.

## Vestizioni fuori dall'acqua

### Sul gommone, conentrata a capovolta
La vestizione sul gommone è la più comune per le immersioni ricreative e consente una rapida entrata in acqua del gruppo di sub. È molto frequente osservare nei diving center un gommone carico di gruppi ARA già assemblati (molto spesso dai titolari dei diving) e di sub vestiti con muta e cintura dei pesi che parte per il luogo di immersione.
Raggiunta la meta il barcaiolo, un suo assistente oppure uno dei compagni aiuterà il sub a vestire il gruppo ARA, appoggiando il fondello della bombola sul tubolare del gommone. Una volta indossato il jacket ben gonfio, le pinne e la maschera il subacqueo è pronto per l'ingresso in acqua con la capovolta, metodo prediletto per la sua rapidità e per la sua facilità d'apprendimento.
Per eseguire l'entrata il subacqueo deve tenere erogatore e maschera saldamente con la mano sinistra e con la mano destra la fonte di aria alternativa e l'estremità della cintura dei pesi, per poterla subito sganciare in caso di difficoltà dovute all'entrata in acqua; controllare che dietro di lui in acqua non ci sia nessuno, stendere le gambe e lasciarsi cadere all'indietro, è consigliabile entrare dopo aver appena inspirato.

### Sulla barca (o sul pontile), conentrata a passo del gigante
La vestizione sulla barca o sul pontile è molto comune per le immersioni ricreative, soprattutto per quanto riguarda le crociere sub o per le immersioni dai diving center che si trovano sulle coste, posati direttamente su di un reef.
Il sub deve indossare il gruppo ARA solo all'ultimo momento, e solo quando completamente vestito. Indossare le pinne prima del jacket dipende esclusivamente dalla situazione in cui il sub si trova.
Una volta indossato il gruppo ARA come fosse un giubbotto (facendosi aiutare da un compagno o da qualcuno del diving o della barca) e dopo averlo debitamente gonfiato il subacqueo deve arrivare con i piedi al limite della zona di ingresso in acqua, trattenere con la mano destra maschera ed erogatore e con la mano sinistra le fruste accessorie, la cintura dei pesi e fonte d'aria alternativa), guardare dritto davanti a sé ed allungare il passo verso l'acqua, spostando così il baricentro in avanti e lasciandosi cadere. Un colpo di pinne aiuterà il sub a riemergere facilmente.